# Chucamarca
Chucamarca ist eine Ortschaft im Departamento La Paz im südamerikanischen Anden-Staat Bolivien.

## Lage im Nahraum
Chucamarca ist zentraler Ort des Kanton Chucamarca im Municipio Yaco in der Provinz Loayza. Die Ortschaft Yaco ist bevölkerungsreichster Ort im Municipio Yaco und liegt im Gebirgszug der Serranía de Sicasica auf einer Höhe von 4004 m.

## Geographie
Chucamarca liegt zwischen dem bolivianischen Altiplano im Westen und dem Amazonas-Tiefland im Osten. Die Region weist ein typisches Tageszeitenklima auf, bei dem die mittleren Temperaturunterschiede zwischen Tag und Nacht größer sind als die Temperaturunterschiede zwischen den Jahreszeiten.
Die mittlere Durchschnittstemperatur der Region liegt bei knapp 7 °C und schwankt zwischen 3 °C im Juni/Juli und 9 °C im November/Dezember (siehe Klimadiagramm Caxata). Der Jahresniederschlag liegt bei 500 mm, mit einer ausgeprägten Trockenzeit von Mai bis Juli und Monatsniederschlägen von mehr als 100 mm im Januar und Februar.

## Verkehrsnetz
Chucamarca liegt in einer Entfernung von 215 Straßenkilometern südöstlich von La Paz, der Hauptstadt des gleichnamigen Departamentos.
Von La Paz aus führt die asphaltierte Nationalstraße Ruta 2 in westlicher Richtung nach El Alto, von dort 129 Kilometer nach Süden die Ruta 1 über Sica Sica nach Konani. Hier zweigt eine Landstraße nach Nordosten ab und führt über 73 Kilometer über die Ortschaften Villa Puchuni und Tablachaca nach Chucamarca.

## Bevölkerung
Die Einwohnerzahl von Chucamarca war in den vergangenen Jahrzehnten starken Schwankungen unterworfen:
| Jahr | Einwohner | Quelle       |
| ---- | --------- | ------------ |
| 1992 | 319       | Volkszählung |
| 2001 | 802       | Volkszählung |
| 2013 | 310       | Volkszählung |
| 2024 |           | Volkszählung |

In Yaco ist die Aymara-Bevölkerung vorherrschend, im Municipio Yaco sprechen 97,5 Prozent der Bevölkerung Aymara.